# Reflexion (musikgrupp)
Reflexion är ett gothic metal-band från Finland. De började spela 1996 och spelade inledningsvis covers på band som Metallica.

## Medlemmar
- Juhani Heikka – gitarr (2000–2010), keyboard (2005)
- Ilkka Jolma – gitarr (2000–2010)
- Juha Kylmänen – sång (2000–2010), keyboard (2005–2007)
- Mikko Uusimaa – basgitarr (2004–2010)
- Ilkka Leskelä – trummor (2009–2010)

Tidigare medlemmar
- Ari-Matti "Reiska" Pohjola – trummor (2000–2009)
- Petteri Lehtola – basgitarr (2000–2001)
- Antti Pikkarainen – keyboard (2000–2004)
- Vesa Männistö – basgitarr (2002–2003)

Turnerande medlemmar
- Olli Estola – trummor (2008)

## Diskografi
Studioalbum
- 2010 – Edge
- 2008 – Dead to the Past, Blind for Tomorrow
- 2006 – Out of the Dark

EP
- 2004 – Smashed to Pieces

Singlar
- 2005 – "Undying Dreams"
- 2006 – "Storm"
- 2008 – "Weak and Tired"
- 2008 – "Twilight Child"